# Савицкие
Савицкие (пол. Sawiccy) — дворянский род.
Каспар Савицкий (1552—1620) — проповедник, польский иезуит, автор нескольких трудов, вышедших в Кракове (1614). Активно участвовал в самозванной авантюре Григория Отрепьева. Будучи духовником Марины Юрьевны Мнишек, сопровождал Лжедмитрия I в Москву, где после его гибели (май 1606) три года пробыл в заточении. Вернувшись на родину в Польшу, вёл бескомпромиссную борьбу против протестантов.
Предки фамилии Савицких служили в полках малорусского войска и, по универсалам гетмана Скоропадского 1716 и 1719 годов, полковой лубенский писарь Степан Васильевич Савицкий (†1751) владел селом Луговки Глинского уезда Черниговской губернии. Потомки сего рода, продолжая владеть означенным имением предков, служили Российскому Престолу в гражданской службе.

## Описание гербов

#### Герб. Часть XII. № 128.
Герб Савицких, предки служили в украинских войсках: в лазоревом щите золотая дужка от котла концами вверх. Над ней серебряный меч вниз с золотой рукояткой (польский герб Новина).
Щит увенчан дворянским коронованным шлемом. Нашлемник: нога в серебряных латах со шпорой, поставленная на колено. Намёт: справа лазоревый с серебром, слева лазоревый с золотом. Девиз: Providentia et Virtute.

#### Герб. Часть XV. № 11.
Герб Андрея Савицкого: в красном щите серебряный меч с золотой рукояткой, обращенный острием вниз. Остриё обломано. По его бокам, по серебряной скобе, с обращенными к сторонам щита остриями-шипами. Над щитом дворянский коронованный шлем. Нашлемник — пять страусовых перьев: среднее и крайние — серебряные, второе и четвертое — красное. Намёт: красный, подложен серебром (польский герб Холева).